# Liste der Kardinalskreierungen Benedikts XI.
Papst Benedikt XI. kreierte im Verlauf seines Pontifikates in zwei Konsistorien zwei Kardinäle.

## Konsistorium

### 18. Dezember 1303
- Niccolò Alberti, Dominikaner

### 19. Februar 1304
- Walter Winterburn, Dominikaner